# Homo rudolfensis
Homo rudolfensis (ili Australopithecus rudolfensis) je izumrla vrsta iz tribusa Hominini od koje je otkriveno vrlo malo fosilnih ostataka. Prve je ostatke otkrio Bernard Ngeneo, član istraživačkog tima predvođenog paleoantropologom Richardom Leakeyem i zoologinjom Meave Leakey 1972. godine, na lokalitetu Koobi Fora istočno od Rudolfovog jezera (danas jezero Turkana) u Keniji.
Dvojno ime Pithecanthropus rudolfensis je na temelju fosilne lubanje KNM ER 1470 prvi put predložio Valerij Pavlovič Aleksejev 1978. godine, kojeg je kasnije (1986.) promijenio u Homo rudolfensis.  Još je uvijek otvorena diskusija jesu li ovi fosilni ostaci dovljan dokaz za definiranje odvojene vrste, i da li ova vrsta pripada rodu Homo ili rodu Australopithecus.
Dana 8. kolovoza 2012., istraživački je tim predvođen zoologinjom Meave Leakey objavio otkriće fosilnih kostiju lica i dviju donjih čeljusti koje pripadaju Homo rudolfensisu.

## KNM-ER 1470
Fosil KNM-ER 1470 je dugo bio u središtu diskusije glede imenovanja i klasifikacije ove vrste. Ova je lubanja u početku netočno datirana na tri milijuna godina starosti, što bi je vremenski pozicioniralo prije vrste Homo habilis. Od tada je procjena starosti revidirana na 1,9 milijun godina, stoga je ova vrsta živjela u isto vrijeme kao i Homo habilis. No, razlike u građi lubanje su previše izražene da bi ga se moglo klasificirati kao varijantu Homo habilisa, te se stoga zaključilo da se radi o različitoj vrsti koja je živjela istovremeno s Homo habilisom. Još je nejasno je li Homo rudolfensis izravni predak kasnijih vrsta roda Homo ili je toHomo habilis, ili je neka treća, još neotkrivena vrsta.
U ožujku 2007., skupina stručnjaka predvođena Timothyjem Bromageom, antropolgom Njujorškog sveučilišta, je rekonstruirala lubanju KNM-ER 1470. Nova je rekonstrukcija dala prilično ahraični (majmunski) izgled Homo rudolfensisu (moguće i radi pretjerane rotacije lubanje), a volumen lubanje smanjen je s 752 cm³ na 526 cm³, iako je taj podatak postao predmetom kontroverzije. Bromage je kasnije izjavio da se rekonstrukcija njegovog tima temeljila na znanju iz evolucijske biologije nepoznatom u doba otkrića lubanje, kao i na kasnijem znanju o preciznom odnosu između dimenzija očiju, ušiju i ustiju kod sisavaca. U svojoj novijoj publikaciji 2008. godine, Bromage je revidirao kapacitet lubanje sa 752 cm³ na 700 cm³.

## Otkriće iz 2012.
U kolovozu 2012., istraživački tim prdvođen Meave Leakey objavio je znanstveni članak Nature u kojem opisuje otkriće tri nova fosila Homo rudolfensisa u sjevernoj Keniji: dvije donje čeljusti s očuvanim zubima i kosti lica. Kosti lica (fosil KNM-ER 62000) pripadaju mladoj jedinki, ali imaju mnoge zajedničke značajke s KNM-ER 1470, sugerirajući pripadnost Homo rudolfensisu, a ne češćem fosilu onog perioda Homo Habilisu. Član tima Fred Spoor je opisao lice kao "nevjerojatno plosnato", s ravnom linijom od očne duplje do očnjaka. Donje čeljusti, koje se dobro podudararaju s KNM-ER 1470 i KNM-ER 62000, su kraće i više pravokutne u odnosu na primjerke Homo habilisa.
Ovi su fosili datirani na oko 2 milijuna godina starosti, stoga su živjeli istovremeno s Homo habilisom. Prema zaključcima Meave Leakey i suradnika, "novootkriveni fosili potvrđuju prisutnost dviju istovremenih ranih vrsta roda Homo (habilis i rudolfensis), osim samog Homo erectusa, u ranom pleistocenu u istočnoj Africi". Lee Rogers Berger, je međutim, nazvao ovaj argument "slabim", i predložio da se pronađeni ostaci usporede s ostalim mogućim vrstama, kao Australopithecusom africanusom i Australopithecusom sedibaom. Tim White iz Kalifornijskog sveučilišta je također doveo u pitanje značaj otkrića, postavljajući pitanje: "Kako mogu stručnjaci iz ovog područja očekivati da budu u mogućnosti precizno identificirati fosilnu vrstu na temelju samo nekoliko zubiju, čeljusti, i donjeg dijela kosti lica s obzirom na to da znamo da postoji velika varijacija izmešu pojedinih jedinki svake živuće vrste?" Leakey mu je replicirala: "Izazivam Tima Whitea da pronađe bilo kojeg živućeg primata čija je varijacija među jedinkama isto tako velika kao između novootkrivenih fosila i KNM-ER 1802". KNM-ER 1802 je fosil donje čeljusti za kojeg se smatra da pripada Homo rudolfensisu.

## Unutarnje poveznice
- Evolucija čovjeka
- Popis čovječjih evolucijskih fosila

## Vanjske poveznice
- Homo rudolfensis na Archaeology Info  Arhivirana inačica izvorne stranice od 16. svibnja 2011. (Wayback Machine), pristupljeno 28. travnja 2014.
- Lubanja KNM-ER 1470 na Talk Origins, pristupljeno 28. travnja 2014.
- Homo rudolfensis na programu Human Origins Instituta Smithsonian. Pristupljeno, 28. travnja 2014.